# Herrenkrug
Herrenkrug, Magdeburg-Herrenkrug – dzielnica miasta Magdeburg w Niemczech, w kraju związkowym Saksonia-Anhalt. 